# Kleinniedesheim
Kleinniedesheim is een plaats in de Duitse deelstaat Rijnland-Palts, en maakt deel uit van de Rhein-Pfalz-Kreis.
Kleinniedesheim telt 925 inwoners.

## Bestuur
De plaats is een Ortsgemeinde en maakt deel uit van de Verbandsgemeinde Heßheim.

## Geboren
- Hans Christoph Ernst von Gagern (1766) diplomaat en afgevaardigde namens de Nederlanden bij het Congres van Wenen .

Altrip ·
Beindersheim ·
Birkenheide ·
Bobenheim-Roxheim ·
Böhl-Iggelheim ·
Dannstadt-Schauernheim ·
Dudenhofen ·
Fußgönheim ·
Großniedesheim ·
Hanhofen ·
Harthausen ·
Heßheim ·
Heuchelheim bei Frankenthal ·
Hochdorf-Assenheim ·
Kleinniedesheim ·
Lambsheim ·
Limburgerhof ·
Maxdorf ·
Mutterstadt ·
Neuhofen ·
Otterstadt ·
Rödersheim-Gronau ·
Römerberg ·
Schifferstadt ·
Waldsee